# Jennifer Jennings
Jennifer Jennings is een nummer van Louis Neefs. Het was tevens het nummer waarmee hij België vertegenwoordigde op het Eurovisiesongfestival 1969 in de Spaanse hoofdstad Madrid. Daar werd hij uiteindelijk gedeeld zevende, met tien punten. Het was tot 2010 de beste Vlaamse prestatie op het Eurovisiesongfestival. Het was tevens de tweede keer dat Neefs voor België deelnam aan het festival. Twee jaar eerder werd hij ook zevende. Sandra Kim won voor België in 1986 het Eurovisiesongfestival.

## Resultaat
| Plaats | Land                     | Artiest                   | Lied              | Punten |
| ------ | ------------------------ | ------------------------- | ----------------- | ------ |
| 6      | Monaco                   | Jean-Jacques              | Maman, maman      | 11     |
| 7      | België                   | Louis Neefs               | Jennifer Jennings | 10     |
| 7      | Ierland                  | Muriel Day & The Lindsays | The wages of love | 10     |
| 9      | Bondsrepubliek Duitsland | Siw Malmkvist             | Primaballerina    | 8      |
| 9      | Zweden                   | Tommy Körberg             | Judy, min vän     | 8      |

## Trivia
- Jennifer Jennings is een echt bestaande vrouw. Ze was geïnterviewd in de aflevering van Belpop over Louis Neefs.
- In de aflevering van F.C. De Kampioenen "Super papa" verwijst Maurice naar het lied "Jennifer Jennings" met de bekende houding van Louis Neefs op het Eurovisiesongfestival van 1969.
- De Belgische band Fixkes brachten in 2024 nog een cover uit van het nummer Jennifer Jennings.